# Хамиди, Латыф Абдулхаевич
Латыф Абдулха́евич Хамиди (тат. Латыйф Габделхәй улы Хәмиди) (1906—1983) — советский композитор, народный артист Казахской ССР, лауреат Государственной премии Казахской ССР.
Один из авторов музыки к гимну Казахской ССР.

## Биография

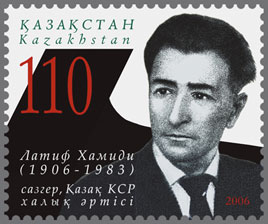
Почтовая марка Казахстана, 2006 год

Родился 17 июля 1906 года в деревне Бували Казанской губернии (ныне село Эбалаково Кайбицкого района РТ) в бедной татарской семье. Детские годы он провел в деревне. Постоянная нужда заставила родителей искать счастья по разным городам России. Музыкальные способности проявились у Латифа очень рано.
Окончил Ташкентский институт просвещения, 1-й Московский музыкальный техникум, теоретико-композиторский факультет у профессора Болеслава Леопольдовича Яворского, Татарскую оперную студию при Московской консерватории.
Был руководителем хора Казахского радио.
Написал множество хоровых обработок, песен, романсов, вальсов (самые знаменитые — «Казахский вальс» и «Бул-бул»). Написал оперы: «Абай», «Тулеген Тохтаров» (в соавторстве с Ахметом Жубановым), «Джамбул».
В 1945 году в соавторстве с Тулебаевым и Брусиловским написал музыку к гимну КазССР.
Умер в Алма-Ате 29 ноября 1983 года.

## Награды
- Орден Трудового Красного Знамени (3 января 1959) — за выдающиеся заслуги в развитии казахского искусства и литературы и в связи с декадой казахского искусства и литературы в гор. Москве
- Народный артист Казахской ССР
- Государственная премия Казахской ССР
- Медали

## Память
- Именем Латыфа Хамиди названа детская музыкальная школа №1 в городе Семей.
- Именем Латыфа Хамиди названа улица в городе Алматы
- Именем Латыфа Хамиди названа улица в городе Атырау
- Именем Латыфа Хамиди названа улица в селе Эбалаково